# Ръководител на проекти
Ръководителят на проекта е човекът, който носи властта и отговорността за един проект. Успехът му се измерва с това до каква степен е успял да постигне целите на проекта в предвидените за това време и бюджет.
В „Национална класификация на професиите и длъжностите в Република България 2011“ не е ясно коя длъжност отговаря на ръководител проекти. В областта на информационните и комуникационните технологии това може да е "Ръководител, компютърни системи: разработка на системи" с код 1330-6007. Характерно за ръководителя на проект е, че той обикновено не ръководи подчинени извън рамките на проекта. Възможно е обаче ръководителят на проекта да е и ръководител на отдела, в който работят повечето участници в проекта. В различни фази на проекта може да разполага с различни сътрудници по брой и специалност, отчасти това може и да са външни на организацията специалисти. Длъжността е приложима за всеки бранш. Задълженията и отговорностите за незавсими от бранша. Въпреки това ръководителят на проект трябва да има опит в бранша, тъй като в рамките на проекта се изработва продукт, чийто процес и особености трябва да познава, за да може да ръководи, комуникира и планира ефективно.

## Отговорности
Работата на ръководителя на проекта се смята за много трудна и всеобхватна, затова и такъв вид специалисти са много търсени и високо платени в цял свят. Този тип умения са особено важни и за всеки, който провежда самоинициативна дейност, в която са въвлечени и други. Успешният ръководител на проекти трябва да е проактивен, да предвижда рисковете и да ги посреща адекватно.
На практика ръководителят на проекти поема отговорността над проекта като цяло. За целта той трябва да изпълнява най-различни функции, част от които са:
- Ръководство - изработва план за всяка фаза на проекта, приоризира и оптимира целите, разпределя задачите между участниците в проекта и котролира тяхното изпълнение в определения срок
- Представя алтернативи за взимане на правилните решения от спонсора
- Координира и планира работата на участниците в проекта
- Договаря доставки от вътрешни и външни за организацията участници в проекта
- Комуникация - обсъжда с всички участници в проекта целите и задачите „на техния език“, разрешава конфликти между тях и се стреми да създаде добра и етична работна атмосфера, подготвя кампания за въвеждане на промените в резултат на проекта
- Контрол - периодично следи за разходите да са в рамките на бюджета за всяка фаза на проекта
- Периодично отчита пред спонсорите напредъка на проекта, разходите и предстоящите дейности

Както и останалите дейности около проекта, ръководителят може да реши да делегира всяка от тях, но в крайна сметка за него остава цялостната отговорност. В страни като България, където квалифицираните и надеждни кадри са много рядък и ценен ресурс, често изискване за ръководителите на проекти е да имат готовност лично да решат всяка подзадача от проекта или да осигурят бърз заместител на всеки подизпълнител.

## Сертификати за ръководители на проекти
Международната асоциация по управление на проекти (IPMA) извършва сертифициране по управление на проекти за нива A, B, C и D. В България, сертифицирането по управление на проекти (за нива С и D) се извършва от Българската асоциация по управление на проекти (БАУП) и от Проджект Мениджмънт Академия (PMA). Американската организация PMI Архив на оригинала от 2011-03-02 в Wayback Machine. предлага авторитетния сертификат Project Management Professional. AMP Group администрира сертифицирането по метода за управление на проекти PRINCE2. Американската CompTIA е разработила свой сертификат Project+ за ИТ проекти.